# Filmografia de Girls' Generation
Esta é a filmografia do girl group sul-coreano Girls' Generation. O grupo está no cenário musical desde 2007. Além das atividades musicais, elas atuam em vários programas televisivos, de rádio e filmes coreanos.

## Filmes
| Ano  | Título                                    | Papel          | Integrante        | Outras notas          |
| ---- | ----------------------------------------- | -------------- | ----------------- | --------------------- |
| 2007 | Attack on the Pin-Up Boys                 | Bailarina      | Yuri              | Participação especial |
| 2008 | Hello, Schoolgirl                         | Jeong Da-jeong | Sooyoung          |                       |
| 2010 | Despicable Me                             | Edith          | Seohyun           | Dublagem coreana      |
| 2010 | Despicable Me                             | Margo          | Taeyeon           | Dublagem coreana      |
| 2012 | Koala Kid: Birth of A Hero                | Miranda        | Sunny             | Dublagem coreana      |
| 2012 | I am: SM Town Live World Tour in New York | Elas mesmas    | Girls' Generation | Filme do concerto     |

## Televisão

### Dramas
| Ano       | Título                    | Papel                      | Rede    | Integrante                 | Nota                                |
| --------- | ------------------------- | -------------------------- | ------- | -------------------------- | ----------------------------------- |
| 2007      | 9 Ends 2 Outs             | Shin Joo Young             | MBC     | Yoona                      |                                     |
| 2007      | Kimcheed Radish Cubes     | Girls' Generation          | MBC     | Girls' Generation          | Participação especial               |
| 2007-2008 | Unstoppable Marriage      | Sooyoung                   | KBS     | Sooyoung                   | Outras integrantes foram convidadas |
| 2007-2008 | Unstoppable Marriage      | Yuri                       | KBS     | Yuri                       | Outras integrantes foram convidadas |
| 2008      | Woman of Matchless Beauty | Mi Ae                      | MBC     | Yoona                      |                                     |
| 2008      | You Are My Destiny        | Jang Sae Byuk              | KBS     | Yoona                      | Papel principal                     |
| 2009      | Taehee, Hyekyo, Jihyun!   | Jessica, Sunny             | MBC     | Jessica, Sunny             | Participação especial               |
| 2009      | Cinderella Man            | Seo Yoo-jin                | MBC     | Yoona                      | Papel principal                     |
| 2010      | Oh! My Lady               | Jessica, Sooyoung, Hyoyeon | SBS     | Jessica, Sooyoung, Hyoyeon | Participação especial no EP7        |
| 2011      | Sazae-san 3               | Girls' Generation          | Fuji TV | Girls' Generation          | Participação especial               |
| 2011      | Paradise Ranch            | Miss Soo                   | SBS     | Sooyoung                   | Participação especial no EP3        |
| 2012      | Wild Romance              | Kang JongHee               | KBS2    | Jessica                    |                                     |
| 2012      | Love Rain                 | Kim Yoon Hee/Yu Ri         | KBS2    | Yoona                      | Papel principal                     |
| 2012      | Fashion King              | Anna                       | SBS     | Yuri                       |                                     |
| 2012      | Speed                     | Seo Ji Won                 |         | Sooyoung                   | Papel principal                     |
| 2012      | The 3rd Hospital          | Lee Eui-jin                | tvN     | Sooyoung                   |                                     |

### Programas de variedades
| Ano       | Título                      | Rede | Integrante     | Nota           |
| --------- | --------------------------- | ---- | -------------- | -------------- |
| 2007-2008 | Sonyeon Sonyeo Gayo Baekseo | Mnet | Tiffany        | Apresentadora  |
| 2007-2008 | Champagne                   | KBS  | Tiffany        | Apresentadora  |
| 2008      | Kko Kko Tour 1ª Temporada   | KBS  | Tiffany        |                |
| 2008      | Kko Kko Tour 2ª Temporada   | KBS  | Yuri           |                |
| 2008      | Fantastic Duo               | MBC  | Sooyoung       | Apresentadora  |
| 2009      | We Got Married 1ª Temporada | MBC  | Taeyeon        |                |
| 2009-2012 | Show! Music Core            | MBC  | Tiffany, Yuri  | Apresentadoras |
| 2009-2010 | The M                       | MTV  | Sunny          | Apresentadora  |
| 2009-2010 | Invincible Youth            | KBS2 | Sunny, Yuri    |                |
| 2010      | Win Win                     | KBS  | Taeyeon        | Apresentadora  |
| 2010      | Happy Birthday              | KBS  | Jessica        |                |
| 2010      | Family Outing 2             | SBS  | Yoona          |                |
| 2010-2011 | We Got Married 2ª Temporada | MBC  | Seohyun        |                |
| 2011-2012 | Invincible Youth 2          | KBS2 | Sunny, Hyoyeon |                |

#### Girls' Generation Goes to School
O show teve nove episódios e foi ao ar a partir de 27 de julho de 2007 no Mnet.

#### MTV Girls' Generation
O show teve 11 episódios e foi produzido pela MTV.

#### Factory Girl
O show teve 10 episódios e iniciou a ser transmitido em 8 de outubro de 2008 no Mnet.

#### Girls' Generation's Horror Movie Factory
O show teve seis episódios e foi ao ar a partir de 3 de maio de 2009 na MBC.

#### Himnae-ra-him!/Cheer Up!
O show teve somente dois episódios e começou a ser exibido em 21 de junho de 2009 pela MBC.

#### Girls' Generation's Hello Baby
O show teve 22 episódios e iniciou a ser exibido em 23 de junho de 2009 na KBS.

#### Right Now It's Girls' Generation
O show teve quatro episódios e foi ao ar pela primeira vez em 10 de abril de 2010 na Y-Star.

#### Girls' Generation Star Life Theater
O show teve quatro episódios e iniciou a ser transmitido em 21 de novembro de 2011 na KBS.

#### Girls' Generation and Dangerous Boys
O show está atualmente no ar desde 18 de dezembro de 2011 na JTBC.

#### Girls' Generation’s Christmas Fairy Tale
O show foi um evento especial transmitido em 24 de dezembro de 2011 pela MBC.

## Teatro musical
| Ano       | Título              | Papel         | Integrante | Outras notas   |
| --------- | ------------------- | ------------- | ---------- | -------------- |
| 2009-2010 | Legally Blonde      | Elle Woods    | Jessica    | Versão coreana |
| 2010      | Midnight Sun        | Kaoru         | Taeyeon    | Versão coreana |
| 2011-2012 | Fame                | Carmen Diaz   | Tiffany    | Versão coreana |
| 2012      | Catch Me If You Can | Brenda Strong | Sunny      | Versão coreana |

## Rádio
| Data      | Canal | Título               | Integrante | Nota |
| --------- | ----- | -------------------- | ---------- | ---- |
| 2005      | Mnet  | Hello Chat           | Sooyoung   |      |
| 2007-2008 | DMB   | ChunBangJiChuk Radio | Sooyoung   |      |
| 2008      | DMB   | Reckless Radio       | Sunny      |      |
| 2008-2010 | MBC   | Chin Chin Radio      | Taeyeon    |      |